# ویلفرانش-سور-مر
ویلفرانش-سور-مر (به فرانسوی: Villefranche-sur-Mer) یک کمون در فرانسه است که در canton of Villefranche-sur-Mer واقع شده‌است.

## خصوصیات
ویلفرانش-سور-مر ۴٫۸۸ کیلومترمربع مساحت و ۵٬۴۷۱ نفر جمعیت دارد.

## خواهرخوانده
شهرهای Plan-les-Ouates، بوردیگرا و Villafranca d'Asti خواهرخوانده‌های ویلفرانش-سور-مر هستند.

## نگارخانه

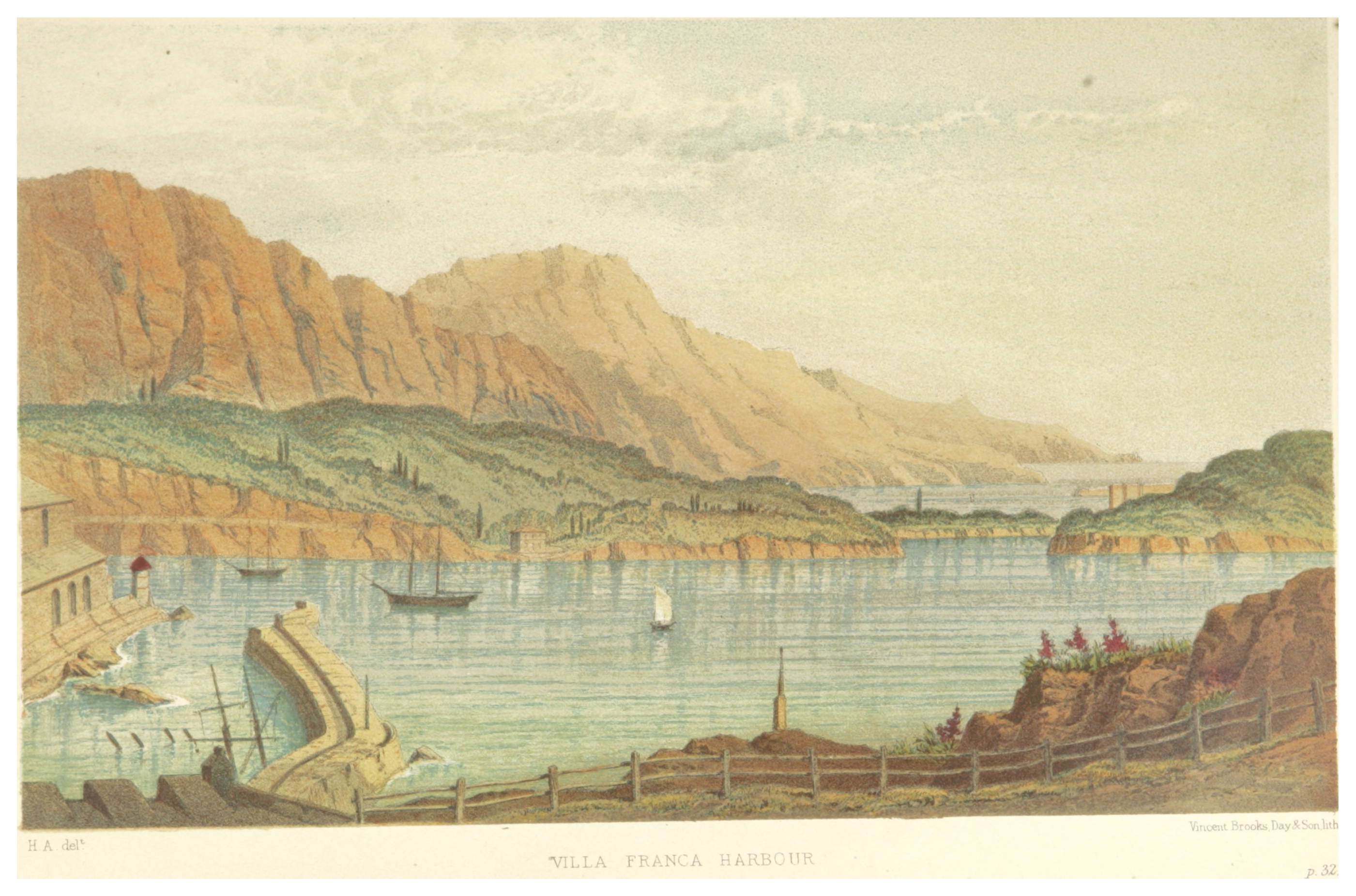
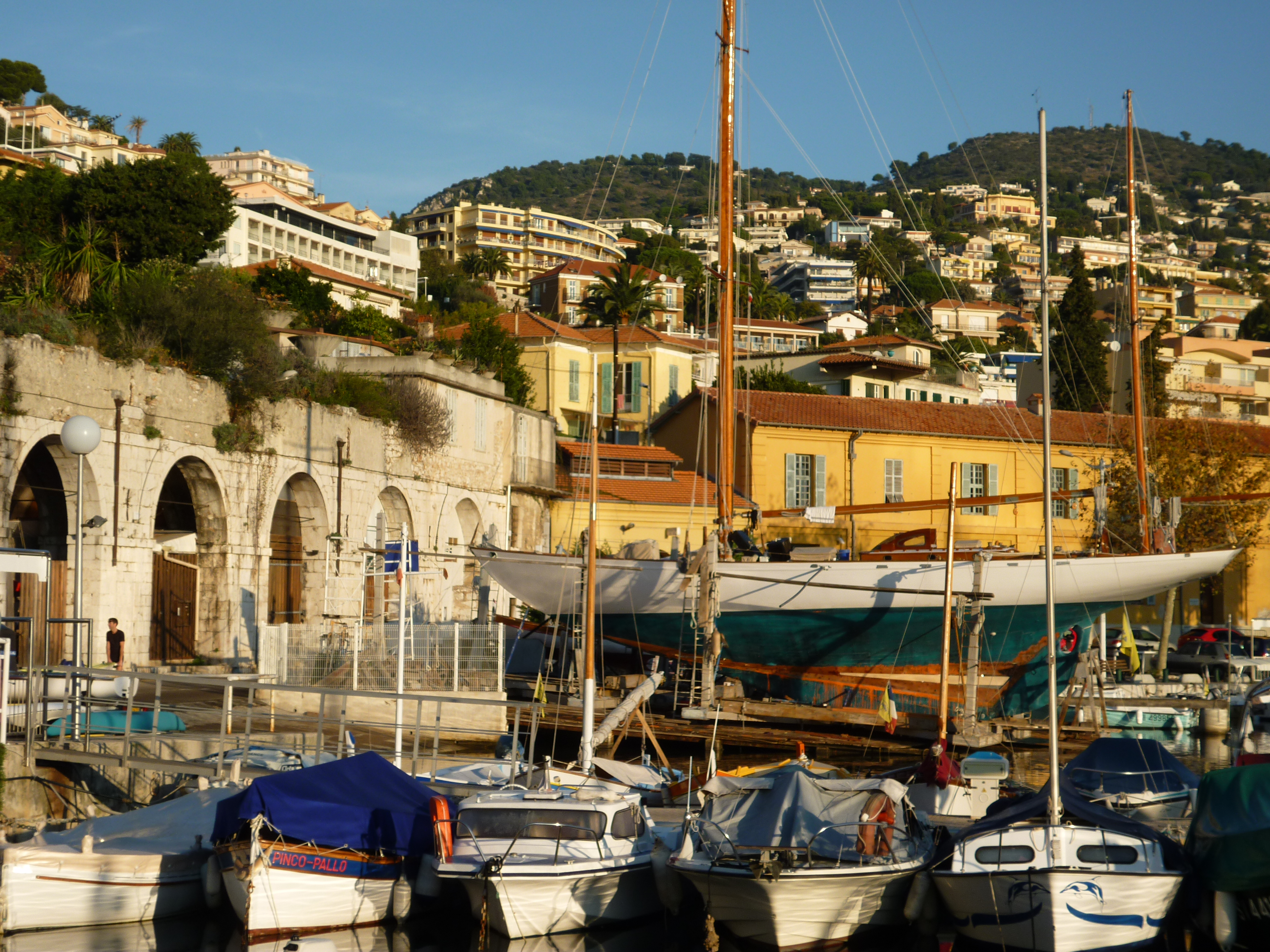
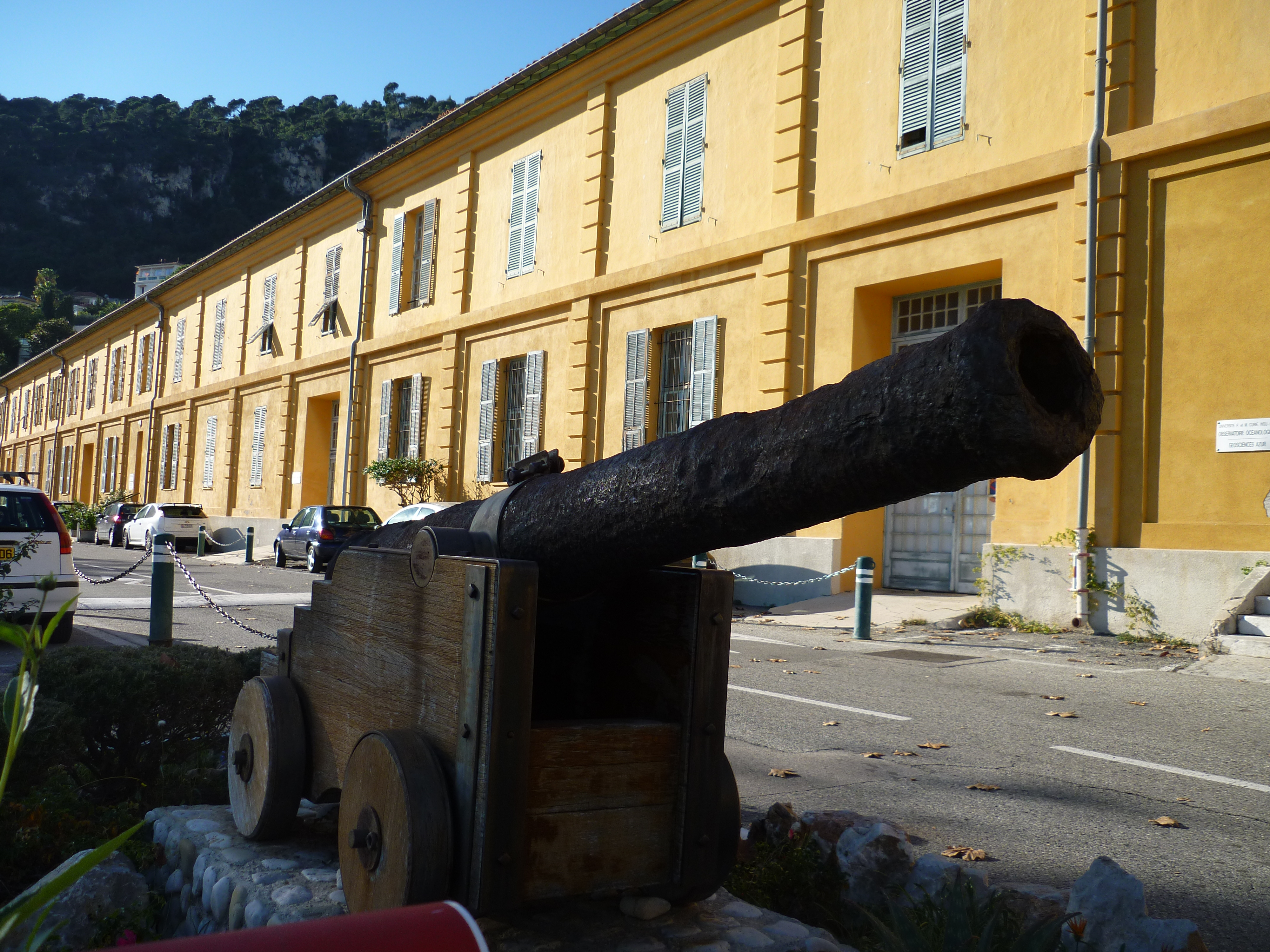
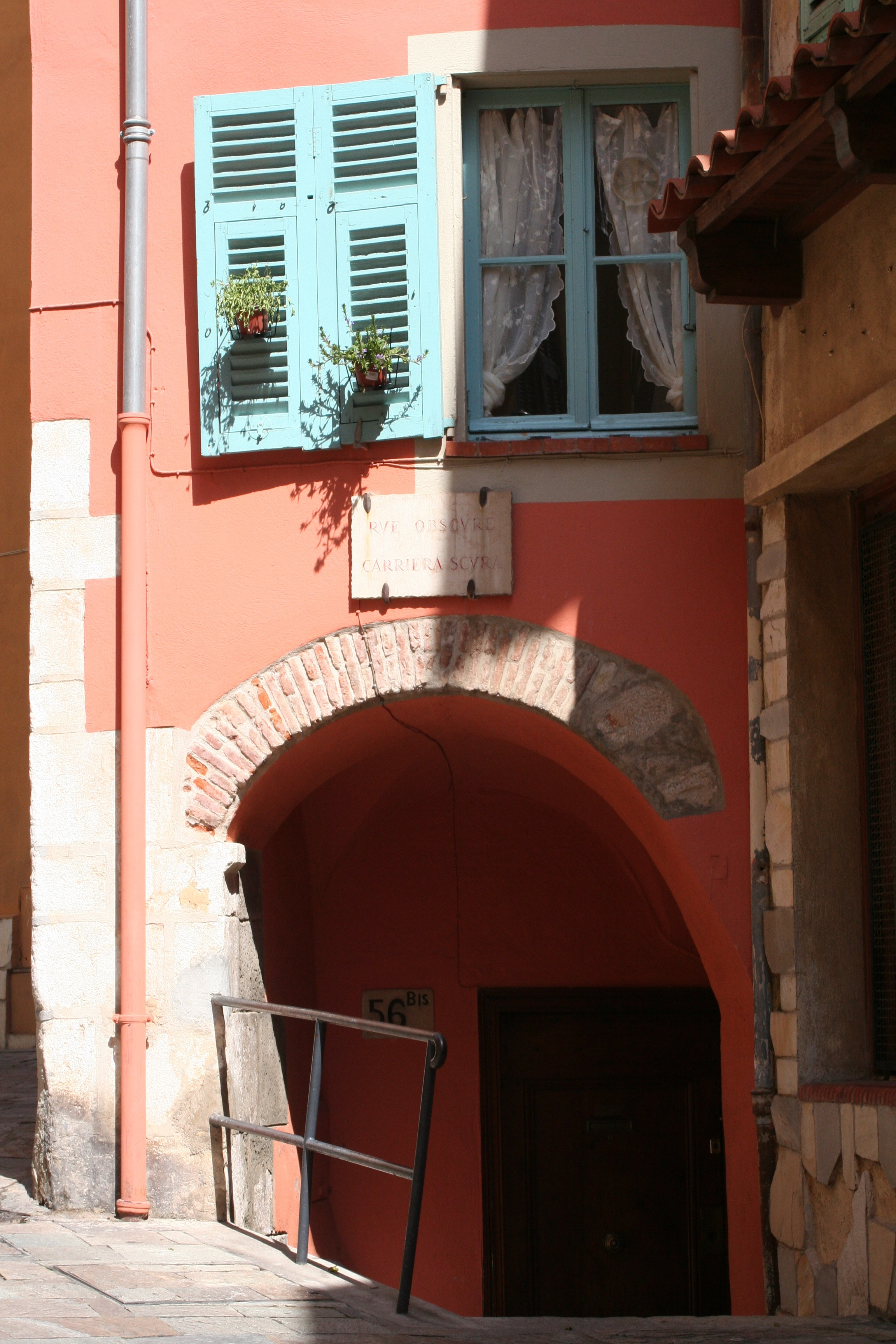
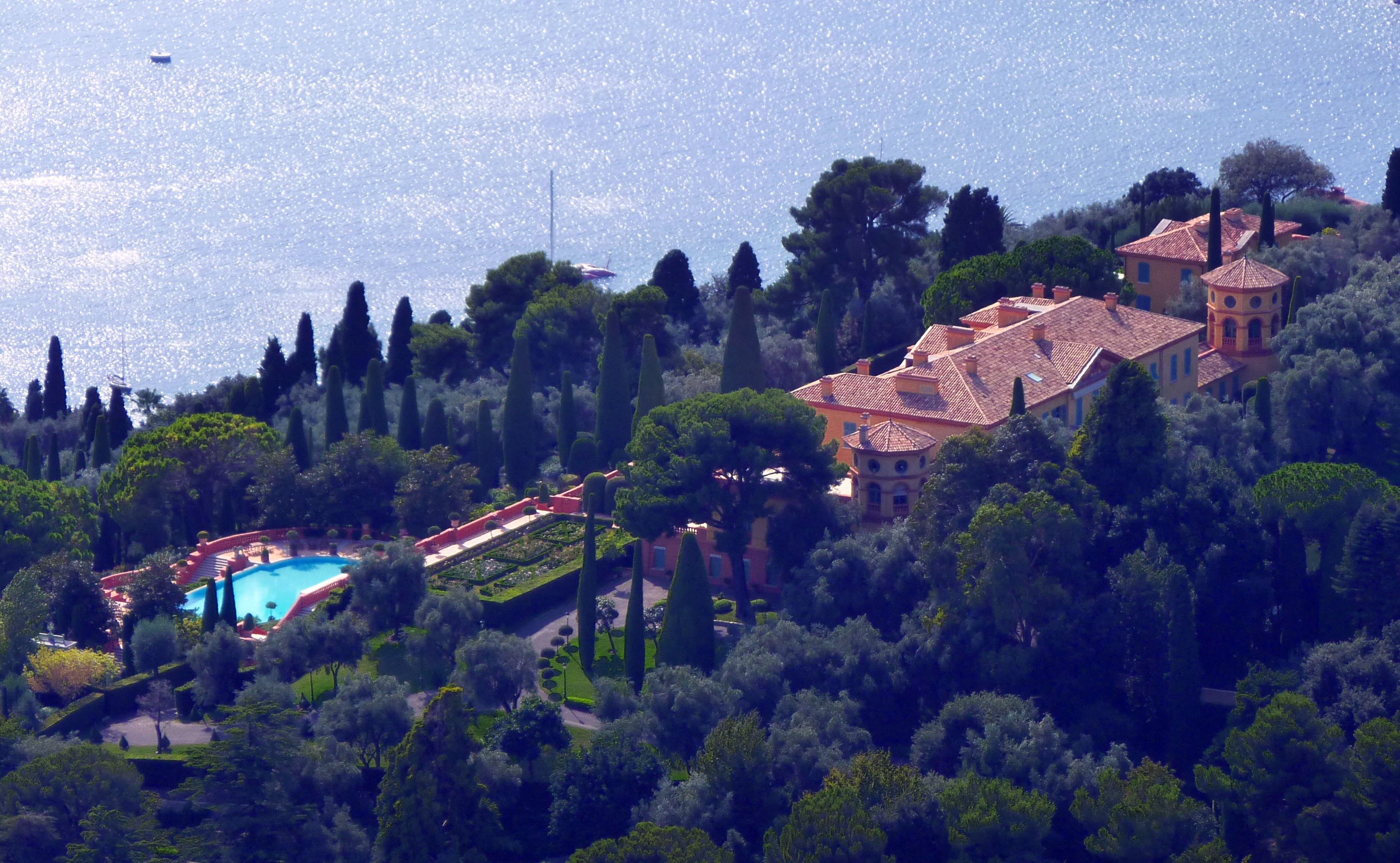
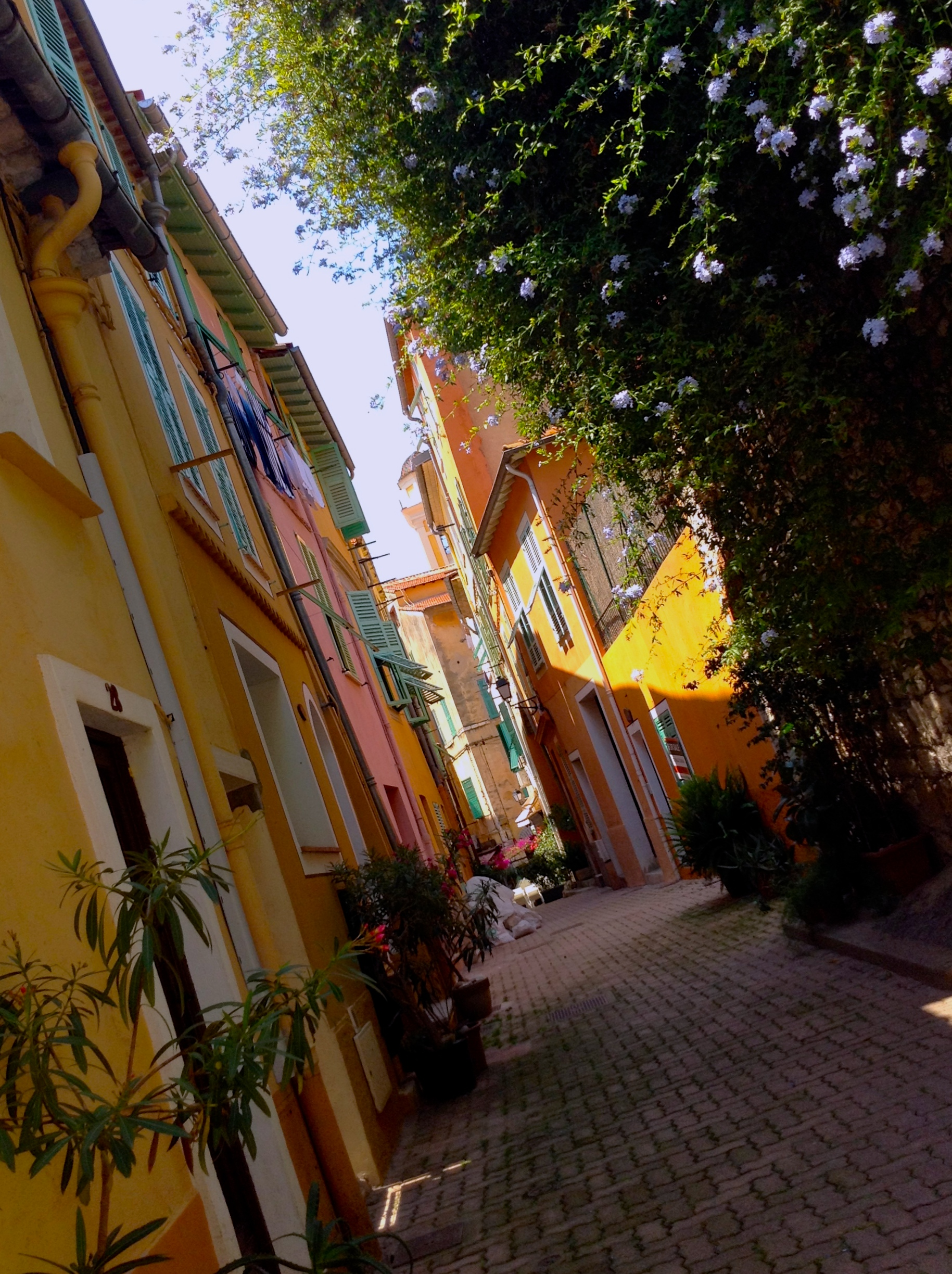